# Merci (Süßware)

Logo von Merci

Merci (frz. ‚danke‘) ist ein von Storck produziertes Schokoladen-Konfekt, hergestellt in Deutschland.

## Geschichte

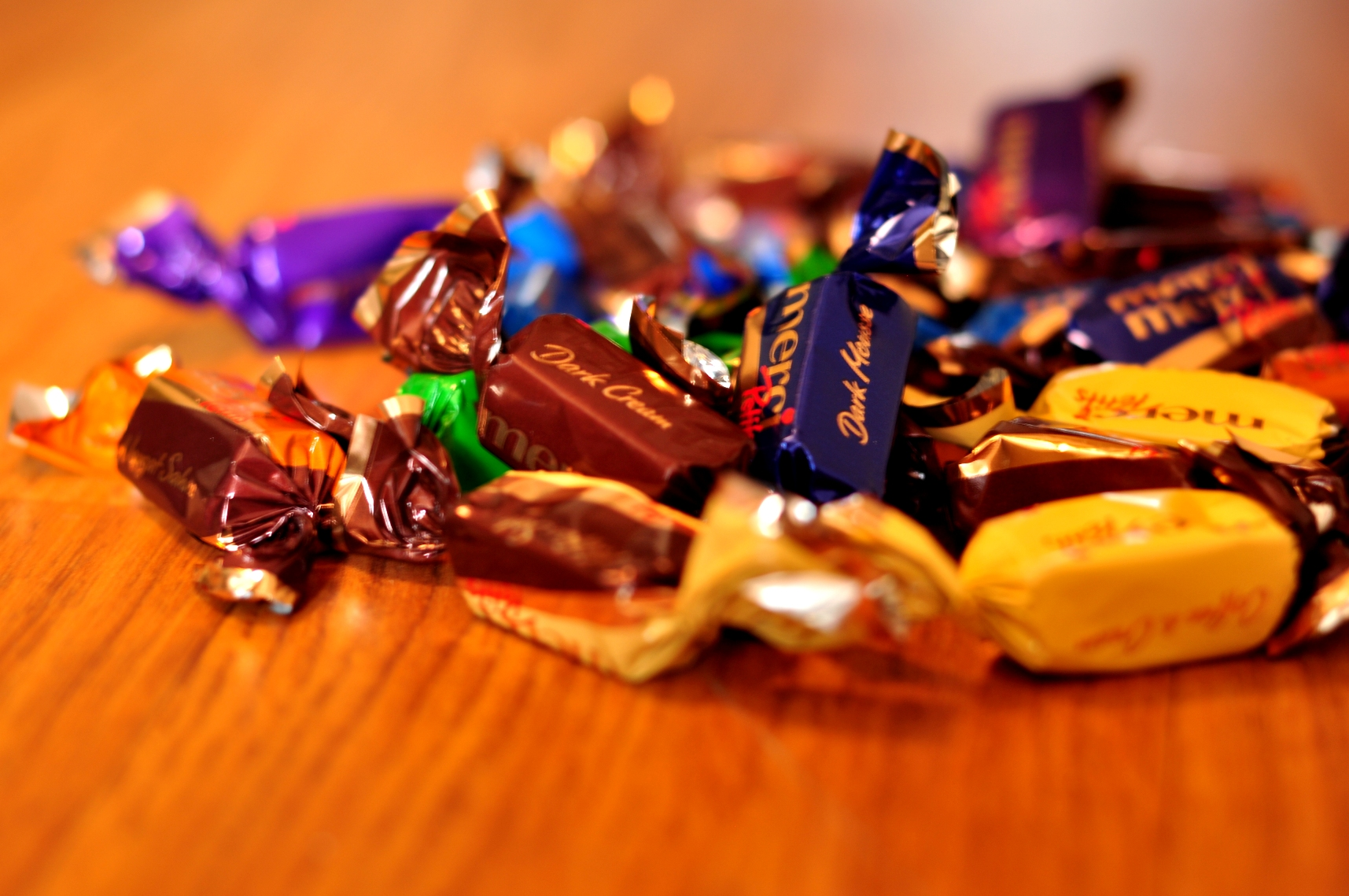
Auswahl verschiedener Merci Petits

Das Produkt wird seit 1965 hergestellt.  Ab 1966 wurde der Vertrieb auf Österreich erweitert. Inzwischen wird es unter diesem Namen in über 100 Ländern angeboten.

## Sorten
In einer Packung Merci Große Vielfalt sind acht Geschmackssorten als einzeln abgepackte Riegel enthalten: Edel-Rahm, Kaffee-Sahne, Mandel-Milch-Nuss, Edel-Nougat, Edel-Marzipan, herbe Sahne, dunkle Mousse und Milch-Praliné. Daneben werden die Packungen Merci Helle Vielfalt, Merci Herbe Vielfalt, Merci Mandel Knusper Vielfalt und Merci Mousse au Chocolat Vielfalt mit jeweils vier Geschmackssorten angeboten.
Seit 1995 werden einige Sorten auch in kleineren Ausführungen als Merci Petits verkauft. Eine weitere Erweiterung stellte Merci Crocant dar, das aus einem Haselnuss-Sahne-Krokant mit Mandeln und umhüllter Schokolade bestand, dessen Produktion jedoch 2018 eingestellt wurde.
Speziell zur Weihnachtszeit werden die Produkte in weihnachtlichen Formen wie Stiefeln, Weihnachtsmännern, Herzen und Sternen abgepackt.

## Streit um die Verwendung des Namens „Merci“
Seit 2011 gibt es eine gerichtliche Auseinandersetzung zwischen der Firma August Storck KG und einer Geschäftsführerin von vier Cafés und Patisserien; diese betreibt im Raum Frankfurt am Main/Taunus Geschäfte unter dem Namen „Café Merci“. Die Storck KG zielt darauf, hierbei die Verwendung des Namens Merci zu untersagen. Sie klagte in diesem Sinne nach dem Markengesetz (§ 14 II, NR. 3) durch mehrere Instanzen wegen Rufausbeutung und Verwechslungsgefahr. Der Fall erregte viel öffentliches Interesse, nachdem der 6. Zivilsenat des OLG Frankfurt am 23. Mai 2012 zwar im Kern zugunsten der Geschäftsführerin entschieden hatte, sie aber dennoch nach einem Vergleich unter erheblichen Kosten die Cafés mit allen Hinweisen auf eigenen Verpackungen, Produkten, Anzeigen, Logos usw. umbenennen muss. Am 14./15. Februar 2015 meldete die Frankfurter Rundschau, dass nach einer Vereinbarung beider Seiten „das Café Merci künftig mit Zustimmung von Storck seinen Namen führen dürfe“, so Storck-Sprecher Bernd Rößler. „Weitere Details wollten beide Seiten nicht nennen.“
In der Schweiz wurde im April 2014 der Firma Häberli Fruchtpflanzen AG im thurgauischen Egnach erstmals vorgeworfen, sie würde mit der neuen Erdbeersorte Merci die Markenrechte von Storck verletzen. Doch das Bundesgericht hat im Mai 2019 entschieden, dass das Vorliegen einer Verwechslungsgefahr ausgeschlossen sei.

## Inhalt
Nach eigenen Angaben enthalten 100 Gramm Merci Finest Selection (Stand: 7. November 2011):
| Nährwerte     | pro 100 g                                  |
| ------------- | ------------------------------------------ |
| Energiewert   | 2348 kJ/564 kcal                           |
| Eiweiß        | 7,3 g                                      |
| Kohlenhydrate | 49,6 g davon Zucker 47,6 g                 |
| Fett          | 36,5 g, davon gesättigte Fettsäuren 20,0 g |
| Ballaststoffe | 3,8 g                                      |
| Natrium       | 0,05 g                                     |